# Rhinorhynchus rufulus
Rhinorhynchus rufulus là một loài bọ cánh cứng trong họ Nemonychidae. Loài này được Broun miêu tả khoa học đầu tiên năm 1880.